# Mennyei béke tere

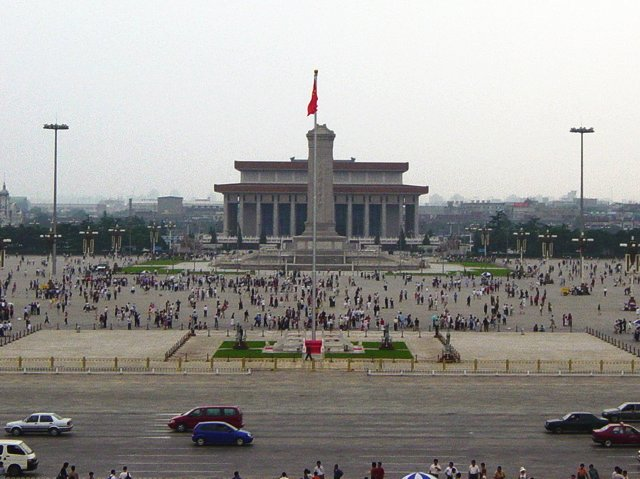
A tér a Mennyei béke kapujából nézve

A Mennyei béke tere vagy Tienanmen tér (egyszerűsített írásmód: 天安门广场; hagyományos írásmód: 天安門廣場; pinjin: Tiān'ānmén Guǎngchǎng) Peking központjában fekszik. Nevét a teret északon határoló és azt a Tiltott Várostól elválasztó Mennyei béke kapujáról kapta. 440 000 m²-es területével a világ egyik legnagyobb tere. A kínai kultúrában szimbolikus jelentősége van, mivel a kínai történelem számos eseményének szolgált helyszínéül.

## Tienanmen téri vérengzés
A világ leginkább az 1989-ben kíméletlenül elfojtott Tienanmen téri diáktüntetésekről ismeri a nevét, mely a Tienanmen téri vérengzés néven vált az egész világon hírhedtté. A tér neve összeforrt a politikai diktatúrák elnyomása elleni tiltakozás fogalmával.